# Plebejus pallidula
Plebejus pallidula är en fjärilsart som beskrevs av Ruggero Verity 1924. Plebejus pallidula ingår i släktet Plebejus och familjen juvelvingar. Inga underarter finns listade i Catalogue of Life.